# Linia kolejowa Svojšín – Bor
Linia kolejowa Svojšín – Bor (Linia kolejowa nr 178 (Czechy)) – jednotorowa, regionalna i niezelektryfikowana linia kolejowa w Czechach. Łączy Svojšín i Bor. Przebiega w całości przez terytorium kraju pilzneńskiego.